# Flávio Vítor
Flávio Vítor (em latim: Flavius Victor) foi um usurpador e imperador romano, proclamado augusto por seu pai, Magno Máximo. Ele governou nominalmente entre 384 e sua morte em agosto de 388.

## Usurpador
O pai de Vítor, Magno Máximo, era também um usurpador no Império Romano do Ocidente. Depois de negociar sem sucesso o reconhecimento pelos augustos legítimos, Valentiniano II e Teodósio I, Máximo proclamou seu filho co-augusto, uma tentativa de assegurar sua sucessão. O mesmo método já havia sido utilizado com sucesso por Valentiniano I, que declarou seu filho Graciano augusto em 367, e pelo próprio Teodósio, que havia declarado Arcádio augusto em 383.
Finalmente Máximo e Vítor foram reconhecidos em 386 por Teodósio. no ano seguinte, Máximo invadiu a Itália com o objetivo de derrubar Valentiniano II, deixando Vítor em Augusta dos Tréveros (atual Tréveris). Num primeiro combate, as forças de Valentiniano foram derrotadas, mas Máximo sucumbiu às forças de Teodósio que, logo em seguida, enviou o leal general Arbogasto para Augusta dos Tréveros e Vítor foi estrangulado.
A morte de Vítor deixou Valentiniano II, Teodósio e Arcádio como os únicos augustos no império.